# Michel Soulé
Michel Soulé est psychanalyste et professeur honoraire de pédopsychiatrie, né le 27 février 1922 à Rouvroy et décédé le 30 janvier 2012 à Paris. Dès 1950, il est - avec notamment Serge Lebovici - un des pionniers de la "psychanalyse précoce" et de psychiatrie néonatale.

## Biographie
D'abord pédiatre dans les services du Prof. Marcel Lelong puis interne en psychiatrie, il se tourne ensuite vers la psychiatrie infantile.
Après l'exercice de fonctions hospitalières de pédiatrie (internat puis clinicat), Michel Soulé se dirige vers la psychiatrie infantile et la psychanalyse. Avec Léon Kreisler, il ouvre en 1955 la consultation de pédopsychiatrie de l'Hôpital Saint-Vincent-de-Paul à Paris. Il se consacre entre autres aux questions d'adoption, de filiation, de placement, de périnatalité. Inspiré par les thèses de René Spitz sur l'hospitalisme il se heurte à des pédiatres qui y voient le résultat d'un "hématome sous-dural".

## Œuvres
- avec Bernard Golse : "Histoires de psychiatrie infantile", Ed.: Erès, 2006,  (ISBN 274920576X) (l'ouvrage actuel de référence)
- avec Serge Lebovici, René Diatkine : "Nouveau traité de psychiatrie de l'enfant et de l'adolescent en 4 volumes", Ed.: PUF Quadridge, 2004,  (ISBN 2130545572)
- avec Serge Lebovici, Léon Kreisler, Michel Fain:  L'enfant et son corps - Études sur la clinique psychosomatique du premier âge, éd. PUF, 1996,  (ISBN 2130400183)
- avec Marie-José Soubieux, Luc Gourand et Sylvain Missonnier : "Écoute voir…. L'échographie de la grossesse", Ed.: Erès, 1999,  (ISBN 286586703X)
- "La vie de l'enfant : Ce que vous avez toujours voulu savoir… sans jamais oser le demander", Ed.: Erès, 2006,  (ISBN 2749205875)
- avec Janine Noël: "le placement familial", ESF éditeur, 1979.